# Rivière Buet
Rivière Buet är ett vattendrag i Kanada.   Det ligger i provinsen Québec, i den östra delen av landet, 1 700 km norr om huvudstaden Ottawa.
Omgivningarna runt Rivière Buet är i huvudsak ett öppet busklandskap. Trakten runt Rivière Buet är nära nog obefolkad, med mindre än två invånare per kvadratkilometer.